# Aiello del Sabato
Aiello del Sabato là một đô thị ở tỉnh Avellino, Campania, phía nam Italia. Đô thị này có diện tích 10,83 km2, dân số năm 2005 là 3548 người. Aiello del Sabato nằm ở độ cao 425 m trên mực nước biển.
Các đơn vị trực thuộc: Sabina, San Raffaele, Tavernola San Felice
Các đô thị giáp giới: Atripalda, Avellino, Cesinali, Contrada, San Michele di Serino, Serino, Solofra.

## Biến động dân số
40°53′B 14°49′Đ / 40,883°B 14,817°Đ